# Krymtchaks
 (mai 2022).
Si vous disposez d'ouvrages ou d'articles de référence ou si vous connaissez des sites web de qualité traitant du thème abordé ici, merci de compléter l'article en donnant les références utiles à sa vérifiabilité et en les liant à la section « Notes et références ».
Les Krymtchaks (ou Qrımçah, ou Qrımçahlar) sont une communauté juive ayant vécu en Crimée (qui donne le nom de la langue), depuis environ deux millénaires, qui parle une langue turque, le krymtchak.
Leur langue était parlée en Crimée, avant 1941, ainsi qu'en Pologne, Ukraine et Lituanie, mais ne l'est plus qu'en Lituanie aujourd’hui. Les Krymtchaks étaient 3 800 à la fin du XVIIIe siècle en Crimée, mais ne sont plus qu 1 100 en Crimée, et moins de 300 en Lituanie.

## La communauté

### Origines

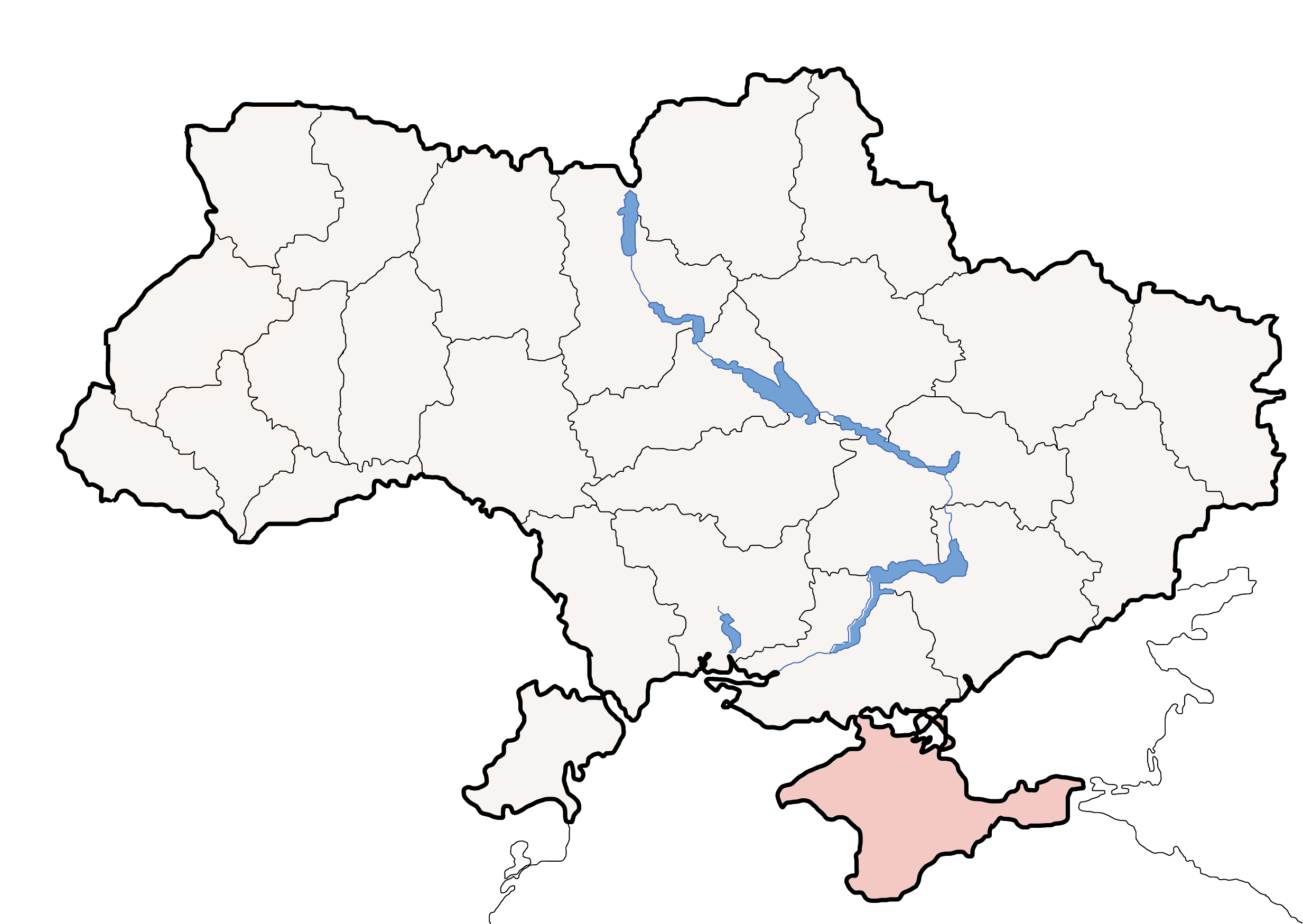
La péninsule de Crimée, au sud de l'Ukraine actuelle.

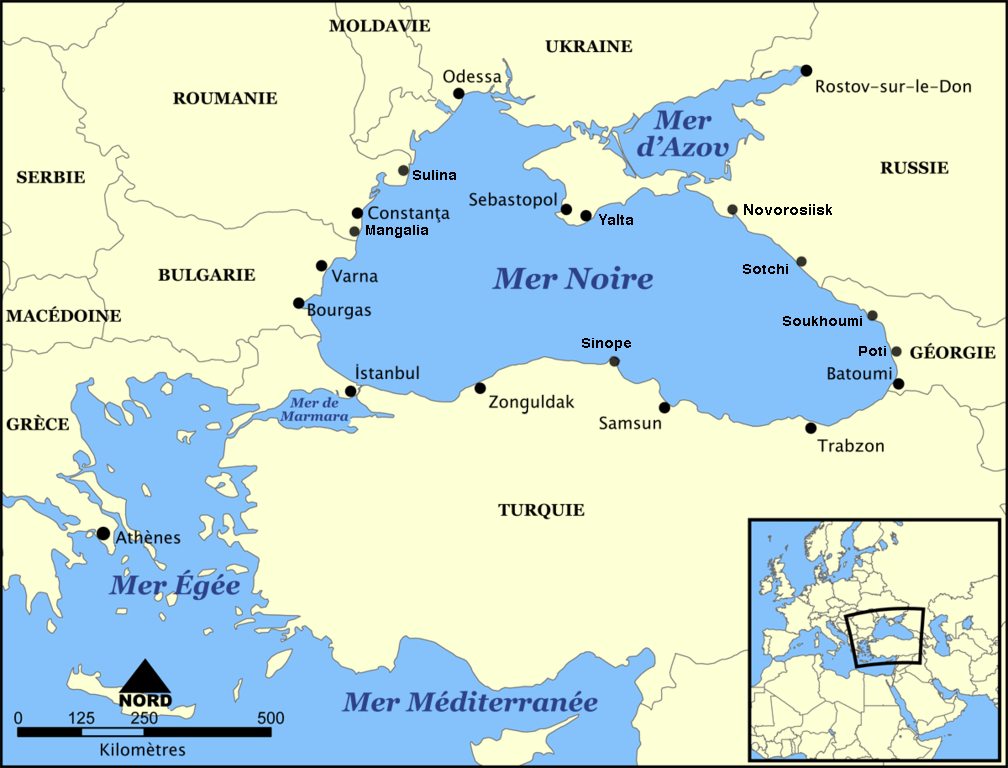
La péninsule de Crimée au sein de la région.

Les Juifs de Crimée ont une origine inconnue. Des fouilles récentes ont mis au jour des inscriptions qui indiquent une présence juive au moins dès le Ier siècle avant l'ère chrétienne.
Les Khazars du haut Moyen Âge, une population turque ayant dominé la Crimée, s'étant semble-t-il partiellement convertis au judaïsme, il est d'ailleurs possible que les Krymtchaks actuels en descendent au moins partiellement. Une telle origine est également possible pour les Karaïtes de Crimée, une communauté juive hétérodoxe donc la culture turcophone est assez proche de celle des Krymtchaks.

### Culture turque
La Crimée est passée sous diverses dominations : Cimmériens, Grecs, Byzantins, Goths, Mongols, Huns, Proto-Bulgares (peuple turcophone), Génois, Tatares criméens et Ottomans (deux autres peuples turcophones) jusqu'au XVIIIe siècle, date à laquelle la région passe sous le contrôle russe. La culture des Juifs locaux a donc été très fortement marquée par la culture turque, et est restée très différente de la culture des juifs ashkénazes d'Europe orientale.
Au début, le terme krymtchak était d'ailleurs un terme utilisé par les Russes pour différencier les Juifs de Crimée de leurs coreligionnaires ashkénazes, Juhuro du Caucase ou Géorgiens, mais dans la deuxième moitié du XIXe siècle ce nom a été adopté par le Krymtchaks eux-mêmes. Auparavant, ils s'auto-désignaient sous le nom de Срель балалары (Srel balalary), littéralement les « enfants d'Israël ». Les Tatars de Crimée les désignaient sous le nom de zuluflı çufutlar (« juifs avec papillotes ») pour les distinguer des Karaïtes, appelés zulufsız çufutlar (« juifs sans papillotes »). Les papillotes (peyot ou payot, en hébreu פאות) sont les mèches de cheveux (une de chaque côté du visage) portées sur les tempes par les hommes juifs orthodoxes.

### Histoire ancienne
Selon les périodes, les Juifs ont bénéficié d'une très large tolérance, ou d'un statut plus restrictif. À l'époque du khanat Khazars, leur statut, à peu près inconnu, devait être en toute logique dominant, eu égard à la conversion au judaïsme de cette population.
Les Mongols de la Horde d'or pratiquaient une très large tolérance.
Il en allait de même à l'époque de la domination de Gênes sur le sud de la péninsule (1315-1475).
Sous le Khanat de Crimée, de 1430 à 1783, la loi musulmane imposait un statut de Dhimmi, impliquant à la fois une protection de la liberté religieuse, une certaine autonomie juridique et un statut d'infériorité légale (paiement d'une taxe spécifique).

### Histoire contemporaine
La situation des Krymtchaks s'est très fortement dégradée après le rattachement de la Crimée à l'empire des Tsars en 1783. Celui-ci mit en effet en place une série de mesures discriminatoires visant les populations juives : double taxation en 1794, service militaire de 25 ans en 1827, inégalité juridique.
À compter de la conquête russe, de nombreux Juifs ashkénazes sont venus s'installer en Crimée, et ont progressivement assimilé les populations juives locales. Cette assimilation s'explique par plusieurs raisons : un nombre plus élevé d'ashkénazes, et un niveau d'éducation beaucoup plus important : le taux d'illettrisme chez les Krymtchaks semble avoir été assez fort, et les auteurs de l'époque signalent de nombreuses superstitions. En 1900, les Krymtchaks n’étaient plus que 6 000 en Crimée, pour 60 000 ashkénazes.
Pendant la révolution bolchevique, la Crimée fut victime de combats particulièrement violents entre l'Armée rouge, les nationalistes ukrainiens de Petlioura et l'Armée blanche de Dénikine et Wrangel. De nombreux massacres de civils, en particulier Juifs, sont alors survenus.
Après la guerre, et conformément à la politique générale antireligieuse du régime soviétique, la culture religieuse a été sévèrement touchée, les synagogues et les institutions communautaires (écoles, séminaires religieux) étant rapidement fermées.
Le Holodomor, la grande famine ukrainienne de 1932-1933 (2 ,3 ou 4 millions de morts selon les estimations), a également touché la Crimée.
En réaction à la période trouble des années 1910-1920-1930, l'émigration des Juifs en général et des Krymtchaks en particulier augmenta, vers la Palestine ou les États-Unis.
Pendant la Seconde Guerre mondiale, la population krymtchak de Crimée, d'environ 8 000 personnes, aurait été exterminée à 75 % (6 000 morts), notamment lors du Massacre de Simferopol perpétré par les Einsatzgruppen en décembre 1941.
Après les larges destructions de la guerre, des Krymtchaks ont également été touchés par les actions anti-Tatars du régime communiste (déportation des Tatars de Crimée), dont ils étaient culturellement très proches.
En 2000, quelque 2 500 Krymtchaks vivaient encore dans l'ancienne URSS, dont à peine la moitié en Crimée même, les autres s'étant dispersés sur le territoire. Quelques centaines d'autres vivent en Israël ou aux États-Unis.
En dehors de ces personnes clairement identifiées d'un point de vue communautaire, de nombreuses familles juives vivant aux États-Unis, dans l'ancienne URSS et en Israël ont des origines totalement ou partiellement krymtchak, mais sans plus de liens communautaires ou culturels avec cette ancienne communauté.

## La langue
Les Krymtchaks parlent une forme modifiée de la langue tatar de Crimée, elle-même une variante du tatar.
La forme dialectale du tatar de Crimée parlé par les Krymtchaks et appelée la langue krymtchak. Elle contient de nombreux mots hébreux et araméens.
Elle était traditionnellement écrite en caractères hébreux. Elle l'est désormais en alphabet cyrillique. Ce passage à l'alphabet cyrillique fut imposé à l'époque soviétique dans un but d'unification culturelle au bénéfice de la culture russe.